# Éversion

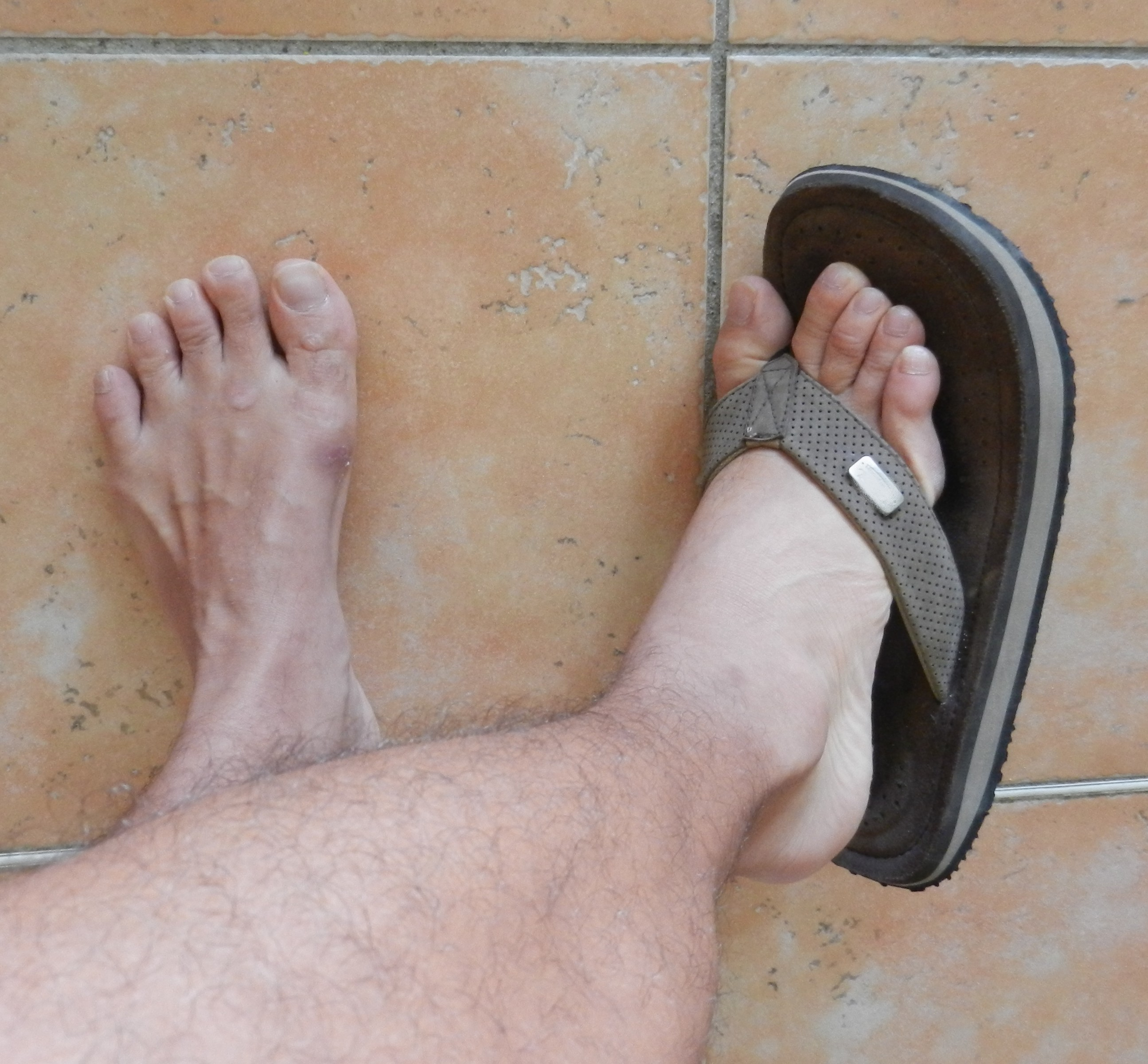
Mouvement d'éversion du pied.

Le mouvement d'éversion du pied est le fait de porter la face plantaire en latéral (vers l'extérieur), en soulevant le bord latéral et en abaissant le bord médial du pied. Cette torsion externe associe flexion (ou flexion dorsale) et valgus du pied (abduction et pronation). Elle s'oppose à l'inversion ou torsion interne, associant extension (ou flexion plantaire) et varus du pied (adduction et supination).

## Description
Elle se produit au niveau de l’arrière du pied dans deux articulations :
- l’articulation subtalaire ;
- l’articulation transverse du tarse (ou de Chopart), qui associe :
  - l’articulation talo-calcanéo-naviculaire,
  - l’articulation calcanéo-cuboïdienne.

Le mouvement d'éversion se définit comme étant la réalisation de mouvement de flexion (ou flexion dorsale), d'abduction, et de pronation de la cheville en simultané. Si ces 3 mouvements de cheville ne sont pas tous réalisés à l'instant T, alors le pied n'est pas éversé.
Son amplitude est d'environ 25°.
Attention : l'éversion est couramment assimilée à la pronation (comme pour la main), mais c'est un abus de langage à ne pas entériner, car il s'agit bien de mouvements distincts. L'éversion contient nécessairement de la pronation mais l'inverse n'est pas vrai.

## Muscles
Il n'y a que deux muscles éverseurs : le muscle troisième fibulaire (éverseur pur) et le muscle long extenseur des orteils (éverseur par correspondance).
Attention : Contrairement à l'inversion où le muscle long fléchisseur de l'hallux est inverseur par correspondance avec celui des orteils, le muscle long extenseur de l'hallux n'est pas éverseur par correspondance avec celui des orteils.

## Innervation
C'est la racine nerveuse L5 (qui sort dans le foramen de conjugaison formé par les vertèbres L5 et S1) qui est responsable de ce mouvement à travers son myotome (groupe musculaire innervé par un nerf).

## Pathologie
Une fixation pathologique du pied dans cette position est appelée pied bot talus valgus.
L'éversion brutale du pied peut entraîner une entorse de la cheville au niveau des ligaments collatéraux tibiaux de la cheville.